# Wii
Wii (произнася се уий, уии) е домашна игрална конзола, произведена от японската компания за видео игри Nintendo. Тя е прекият наследник на Nintendo GameCube.
Отличителна черта на конзолата е нейният безжичен контролер, Wii Remote, който може да бъде използван като показалка, държана в ръка, може да долавя движение и въртене в три измерения. Друга уникална характеристика на конзолата е WiiConnect24, която ѝ позволява да получава съобщения и софтуерни обновявания по интернет, докато тя се намира в режим на изчакване.

## История
Nintendo дават за пръв път конкретна информация за конзолата си от ново поколение на изложението E3 през 2004 г. През септември 2005, президентът на Nintendo Сатору Иуата представя прототип на контролера на конзолата по време на изложението Tokyo Game Show. Новата конзола печели първата си награда на E3 през 2006 г. Името на конзолата отразява и нейната простичка идея: както името на конзолата лесно се произнася на всеки един език, така и английският и превод предполага ориентираността на Nintendo Wii към мултиплеър играта.

## Характеристики
Двете най-отличителни черти на Wii са вградената WiFi 802.11 карта, които поддържа и нов вид онлайн гейм услуга, и уникалния за Wii интуитивен, безжичен, контролиран с движение гейм контролер. Крайната версия на конзолата разполага с 512 MB вградена флаш памет, 2 USB 2.0 порта, и слот за разширение от разпространения SD тип. „Сърцето“ на Wii е микропроцесор, разработен от IBM и с кодово име „Бродуей“ и графичен чип на ATI HOLLYWOOD с голяма производителност.
Въпреки че изостава като технически параметри от конкуренцията на SONY PS3 и MICROSOFT Xbox 360, графиката на конзолата не е най-важната ѝ черта (поддържа се DVD резолюция от 480p срещу конкуренцията която поддържа до 1080p графики, за които обаче е нужно едновременно да бъдат поддържани от самата игра, както и от телевизора, който трябва да разполага с Full HD поддръжка).
Най-голямата иновация е игровият контролер на Wii, наречен Wiimote. Контролерът е с форма на телевизионно дистанционно управление, но приликите свършват дотук. Според Nintendo то е достатъчно удобно за всеки, от дете до старец. Сензорите, разположени в него, позволяват на конзолата на Nintendo да установи точното му 3D местоположение. Например при игра на тенис играчът трябва да прави доста усилени движения, за да успее да отиграе ударите на съперника си и да сервира. Но дори и това се е видяло малко на Nintendo и те са решили да добавят малък високоговорител в тялото на Wiimote с цел 3D звук. Дистанционното се свързва с Wii по Bluetooth стандарт. Една Nintendo Wii поддържа до 4 броя Wiimote.

## Игри
Всяка Wii конзола съдържа компилацията от игри Wii Sports и включва:
- тенис
- голф
- бейзбол
- боулинг

като целта е да се демонстрира невероятния нов контролер на Nintendo. Игрите за Game Cube са съвместими с Wii. Новите игри, обявени специално за Wii платформата, включват:
- The Legend of Zelda: Twilight Princess
- Excite Truck
- Trauma Center: Second Opinion
- Elebits
- Super Monkey Ball Banana Blitz
- Metal Slug Anthology
- Rayman: Raving Rabids
- Red Steel

През услугата на Nintendo „Virtual Console“ могат да се свалят от Интернет игрите, издавани през цялата история на Nintendo – от тези за NES до такива за Nintendo 64 за около 7 до 15 лева на игра. А през „социалната“ мрежа за собственици на Wii – Wiiconnect24 има достъп до още съдържание.